# 楚国公主 (唐玄宗)
楚国公主（?—?），唐朝公主，是中国唐朝第六代皇帝唐玄宗李隆基之女。
获封寿春公主。嫁给了唐肃宗妾室吴氏的兄弟殿中监吴澄（《公主传》作吴澄江），被允许去探望太上皇玄宗。唐德宗兴元元年（784年），出家为女道士，德宗赐她法号上善。贞元元年（785年），改封楚国公主。  